# Transmeta
Transmeta Corporation – amerykańskie przedsiębiorstwo informatyczne, zajmujące się projektowaniem mikroprocesorów. Stworzyła rodzinę procesorów Crusoe i Efficeon.
Siedziba przedsiębiorstwa znajdowała się w Santa Clara w Kalifornii, w Dolinie Krzemowej. Spółka działała w latach 1995–2009.
Od 2000 roku była notowana na amerykańskiej giełdzie NASDAQ pod symbolem TMTA. W kolejnych latach jej akcje znacznie straciły na wartości.  

## Historia i działalność
Głównym celem Transmeta Corporation było opracowanie energooszczędnych procesorów zgodnych z architekturą x86. Pierwszym produktem był procesor Crusoe (zaprezentowany w 2000 roku), przeznaczony głównie do zastosowań mobilnych, takich jak laptopy, PDA oraz tzw. webpady. W 2003 roku firma wprowadziła na rynek drugą generację procesorów – Efficeon.
Procesory Transmeta były produkowane przez zewnętrzne przedsiębiorstwa, m.in. IBM.    Przedsiębiorstwo skupiało się na projektowaniu i rozwijaniu technologii, takich jak Code Morphing Software – warstwa translacyjna umożliwiająca uruchamianie kodu x86 na uproszczonym rdzeniu procesora – oraz systemu Mobile Linux, zmodyfikowanej wersji Linuksa przystosowanej do pracy na urządzeniach mobilnych, ładowany z pamięci Flash.
W styczniu 2005 roku firma ogłosiła zmianę profilu działalności – z producenta procesorów na dostawcę technologii licencjonowanych innym firmom.
W późniejszych latach działalności Transmeta ograniczyła produkcję i skoncentrowała się na sprzedaży własnych technologii. Ostatecznie zakończyła działalność w 2009 roku.  

### Kultura korporacyjna
Transmeta od początku prowadziła politykę informacyjną opartą na ograniczonym dostępie do danych technicznych i działalności. Strona internetowa firmy zawierała jedynie logo i krótką informację o braku dostępnych szczegółów.  
Wśród inwestorów i założycieli znaleźli się znani przedsiębiorcy, tacy jak George Soros i Paul Allen, współzałożyciel Microsoftu. W firmie pracowali również znani inżynierowie i programiści, m.in. David Ditzel (były główny architekt procesorów SPARC w Sun Microsystems), Dave Taylor (twórca gier w id Software) oraz Linus Torvalds, twórca jądra Linuksa, który opuścił firmę, by kontynuować prace nad Linuksem w ramach OSDL.

### Kierownictwo
Zarząd
- David R. Ditzel – dyrektor generalny (CEO)
- Mark K. Allen – prezes i dyrektor operacyjny
- James N. Chapman – wiceprezes ds. sprzedaży i marketingu
- Douglas A. Laird – wiceprezes ds. rozwoju produktów
- Dan E. Steimle – dyrektor finansowy

Rada nadzorcza
- Murray Goldman – przewodniczący
- David R. Ditzel
- Mark K. Allen
- Hugh Barnes
- Paul McNulty
- William P. Tai
- T. Peter Thomas